# Izrael w Egipcie
Izrael w Egipcie (ang. Israel in Egypt, HWV 054) – angielskie oratorium Georga Friedricha Händla, skomponowane w 1738. Charakteryzuje się zredukowaną akcją dramatyczną oraz znaczną przewagą partii chóralnych nad partiami solowymi.
Nowatorskie użycie przez kompozytora potężnych partii chóralnych oraz tekst zaczerpnięty bezpośrednio z Pisma Świętego spowodował niechętne przyjęcie tego oratorium przez publiczność londyńską. Stanowi ono wyjątkowy w twórczości kompozytora przykład utworu, pozbawionego właściwie akcji dramatycznej, gdzie partie chóralne stanowią 2/3 linii melodycznej. Przez współczesnych muzykologów uważane jest za pierwowzór musicalu. Libretto stanowią wyjątki ze Starego Testamentu, opisujące dzieje Żydów jako narodu wybranego przez Boga.

## Tło powstania
Händel od dawna mieszkał w Londynie i cieszył się wielkim powodzeniem jako kompozytor włoskich oper. Jednak w 1733 roku konkurencyjna dla Händla firma operowa, The Opera of the Nobility, podzieliła publiczność operową miasta. Kompozytor zaczął znajdować nową publiczność, prezentując oratoria i inne dzieła chóralne w języku angielskim. Oratorium Händla Saul z tekstem Charlesa Jennensa zostało zaprezentowane w londyńskim King’s Theatre w styczniu 1739 roku. Na ten sam sezon Händel skomponował Izraela w Egipcie, pisząc muzykę w ciągu jednego miesiąca, między 1 października a 1 listopada 1738 roku. Izrael w Egipcie jest jednym z dwóch oratoriów Händla, których tekst został skompilowany z wersetów biblijnych, drugim jest Mesjasz. Nie ma pewności, kto był librecistą Izraela w Egipcie, ale większość naukowców uważa, że Charles Jennens zredagował oba teksty. Izrael w Egipcie i Mesjasz mają też jedną wspólną, niezwykłą cechę wśród oratoriów Händla: w przeciwieństwie do pozostałych nie posiadają obsady z postaciami śpiewającymi partie dialogowe i odgrywających niesceniczny dramat, lecz składają się z wielu partii chóralnych opartych na tekstach biblijnych. Libretto Izraela w Egipcie opiera się głównie na Księdze Wyjścia, przy czym w pierwszej części znajduje się opis „Wyjścia Narodu Wybranego” czyli Exodusu, a w drugiej „Pieśń morza”, nazwaną przez kompozytora „Pieśnią Mojżesza”(ang. Moses Song).
Komponując oratorium, co było już wówczas jego częstą praktyką, Händel powtarzał motywy ze swoich wcześniejszych kompozycji, a także szeroko stosował parodię muzyczną, czyli przerabiał muzykę innych kompozytorów. W partii otwierającej Händel nieznacznie przepisał swój hymn pogrzebowy stworzony dla królowej Karoliny w 1737 roku, „Drogi Syjonu opłakują” (ang. The Ways of Zion do Mourn) i zaadaptował dwie ze swoich fug klawiszowych, chór z Dixit Dominus z 1707 roku i arię z jednego ze swoich Chandos Anthems z lat 1717–1719. Z serenady weselnej Alessandra Stradelli „Qual prodigio é ch’io miri” Händel zaczerpnął temat do swoich chórów opartych na biblijnych dziesięciu plagach: „On wypowiedział słowo”, „On dał im grad”, „Lecz co do swego ludu/On ich prowadził” i „I uwierzył Panu”, a także do chóru z części II „Lud usłyszy/Wszyscy mieszkańcy Kanaanu”. Z Magnificat Dionigiego Erby Händel zaczerpnął większość lub część muzyki do „Zgromił Morze Czerwone”, „Pan jest moją siłą”, „On jest moim Bogiem”, „Pan jest wojownikiem”, „Głębiny ich okryły/Twą prawą ręką, o Panie”, „Zesłałeś swój gniew”, „Pod tchnieniem twoich nozdrzy”, „Któż jest podobny do Ciebie” i „Ty w swoim miłosierdziu”. Inni kompozytorzy, których Händel parodiował w Izraelu w Egipcie, to: Jean-Philippe Rameau, Johann Kaspar Kerll, Francesco Antonio Urio, Nicolaus Adam Strungk oraz Friedrich Wilhelm Zachow.
Nie pomogło nowatorskie wykorzystanie chórów, ani mała barokowa orkiestra towarzysząca, ani nawet koncert organowy „Kukułka i słowik”. Publiczność londyńska w tamtym czasie nie była przyzwyczajona do tak rozbudowanych utworów chóralnych prezentowanych jako komercyjna rozrywka. Zraził ją najbardziej początkowy żałobny śpiew, trwający około trzydziestu minut, „na śmierć Józefa”, zaadaptowany z hymnu pogrzebowego niedawno zmarłej królowej. Pierwsze wykonanie Izraela w Egipcie okazało się porażką. Händel szybko przerobił utwór, pomijając początkową część lamentacyjną i dodając arie w stylu włoskim, jakich oczekiwali i jakie lubili londyńczycy. W swojej dwuczęściowej formie Izrael w Egipcie był bardzo popularny w XIX wieku wśród stowarzyszeń chóralnych. Począwszy od nagrania Johna Eliota Gardinera z 1978 roku, wiele współczesnych wykonań tego dzieła wykorzystuje oryginalną, trzyczęściową wersję stworzoną przez Händla.

## Streszczenie

### Pierwsza część
Izraelici opłakują śmierć patriarchy Józefa, Żyda i ulubionego doradcy faraona, króla Egiptu. Pierwsza część zawiera refreny: „The Sons of Israel Do Mourn” (pol. Synowie Izraela opłakują) i „How Is the Mighty Fallen” (pol. Jak upadł potężny).

### Druga część
Ogłoszono, że na tronie zasiadł nowy faraon, który nie patrzy łaskawie na Izraelitów. Bóg wybiera Mojżesza, aby wyprowadził swój lud z niewoli. Na Egipt spada seria plag: rzeki zamieniają się w krew; plaga żab dotyka kraj; wszy pełzają po ludziach i zwierzętach; dzikie zwierzęta niszczą wszystko; egipskie bydło choruje i umiera; na skórze ludzi i zwierząt pojawiają się wrzody i pęcherze; kraj niszczą gradobicia; pojawia się szarańcza i niszczy wszystkie plony; zapadają ciemności; i w końcu pierworodni synowie Egiptu umierają. Faraon pozwala Hebrajczykom odejść, ale zmienia zdanie i ściga ich. Morze Czerwone cudownie się rozstępuje, aby umożliwić Izraelitom bezpieczne przejście, ale gdy ścigający Egipcjanie próbują przejść, wody ich pochłaniają i toną.

### Trzecia część
Izraelici świętują swoje wyzwolenie. W części trzeciej zawarto serię radosnych chórów, a utwór kończy się sopranowym solo i chórem obwieszczającym, że „Pan będzie królował na wieki wieków” oraz „konia i jego jeźdźca wrzucił do morza”.

## Części utworu
- 1. Uwertura

Część I
- 2. Recytatyw (tenor) (Księga Wyjścia 1:8, 11, 13)
- 3. Solo altowe i Chór (Księga Wyjścia 2:23, Księga Wyjścia 1:13)
- 4. Recytatyw (tenor) (Psalm 105:26, 27, 29)
- 5. Chór (Księga Wyjścia 7:18, Psalm 105:29)
- 6. Aria  (alt) (Psalm 105:30, Księga Wyjścia 11:9, 10)}
- 7. Chór (Psalm 105:31, 34, 35)
- 8. Chór (Psalm 105:3, Księga Wyjścia 9:23, 24)
- 9. Chór (Księga Wyjścia 10:21)
- 10. Chór (Psalm 105:36, 37)
- 11. Chór (Psalm 78:53, Psalm 105:37)
- 12. Chór (Psalm 105:38)
- 13. Chór (Psalm 106:9)
- 14. Chór (Psalm 106:9)
- 15. Chór (Psalm 106:11)
- 16. Chór (Księga Wyjścia 14:31)
- 17. Chór (Księga Wyjścia 14:31)

Część II
- 18. Chór (Księga Wyjścia 15:1)
- 19. Chór (Księga Wyjścia 15:1)
- 20. Duet (sopran 1 & 2) (Księga Wyjścia 15:2)
- 21. Chór (Księga Wyjścia 15:2)
- 22. Chór (Księga Wyjścia 15:2)
- 23. Duet (bas 1 & 2) Księga Wyjścia 15:3, 4)
- 24. Chór (Księga Wyjścia 15:5)
- 25. Chór (Księga Wyjścia 15:6)
- 26. Chór (Księga Wyjścia 15:7)
- 27. Chór (Księga Wyjścia 15:7)
- 28. Chór (Księga Wyjścia 15:8)
- 29. Aria (tenor) (Księga Wyjścia 15:9)
- 30. Aria (sopran) (Księga Wyjścia 15:10)
- 31. Chór (Księga Wyjścia 15:11, 12)
- 32. Chór (Księga Wyjścia 15:11, 12)
- 33. Duet (alt i tenor) (Księga Wyjścia 15:13)
- 34. Chór (Księga Wyjścia 15:14, 15, 16)
- 35. Aria (alt) (Księga Wyjścia 15:17)
- 36. Chór (Księga Wyjścia 15:18)
- 37. Recytatyw (tenor) (Księga Wyjścia 15:19)
- 38. Chór podwójny (Księga Wyjścia 15:18)
- 39. Recytatyw (tenor) (Księga Wyjścia 15:20, 21)
- 40. Sopran Solo and Chór (Księga Wyjścia 15:21)